# Sommerfugledalen
Sommerfugledalen: Et requiem er en dansk digtsamling af Inger Christensen udgivet i 1991 på Brøndums Forlag.
Samlingen består af 15 digte på den klassiske sonetform, det vil sige med 14 linjer fordelt på to strofer à fire linjer og to strofer à tre linjer. Sonetterne er rimede, og sidste linje i en sonet gentages som første linje i den næste. Dette gælder for de første 14 af digtene, mens det femtende består af førstelinjerne fra de øvrige 14 - denne betegnes som mestersonetten.
Med sommerfuglene som et gennemgående element reflekterer subjektet over sit forhold til naturen og livets forløb, især dødens komme. Geografisk kommer digtet til den makedonske dal Brajčino samt Vejle og Skagen.
Komponisten Svend Nielsen har skrevet et vokalværk til digtene, som er indspillet af Ars Nova-koret dirigeret af Tamás Vető.
Sommerfugledalen er optaget i Kulturkanonen i 2006.